# Annibale Cappello
Annibale Cappello (Mantova, 1540 – Roma, 14 novembre 1587) è stato un presbitero italiano.
Segretario del Cardinale Cesare D'Este, Cappello divenne ben presto uno dei maggiori «gazzettieri» romani della seconda metà del Cinquecento. Attraverso questa attività di compilatore di avvisi manoscritti, Cappello mise alla berlina svariati personaggi della Curia pontificia. Vittima del provvedimento Constitutio contra scribentes et dictantes monita, fu condannato a morte mediante impiccagione.
Angelo Grillo, noto corrispondente epistolare di Torquato Tasso, ne biasimò la temerarietà in una lettera indirizzata all'amico Maurizio Cattaneo, definendo Cappello il «menante» che riuscì a «fare della penna coltello contra fame [fama, notorietà] dei grandi».